# Henry Azra
Henry Azra (Casablanca, 21 gennaio 1952) è un musicista marocchino.

## Biografia
Henry Azra, nato da famiglia ebraica, è figlio del celebre musicista Salim Azra, il quale era favorito del re Muhammad V e veniva regolarmente invitato a suonare al palazzo reale.
Si trasferisce in Canada all'età di tredici anni. Cresciuto a Montréal, Azra comincia ad approcciarsi fin dall'infanzia al mondo della musica grazie al padre, imparando a padroneggiare vari strumenti musicali, tra i quali il qanun, l'oud, la darbuka e il violino.
Comincia la sua carriera musicale suonando la darbuka in vari club musicali insieme al padre, per poi passare progressivamente al qanun. In seguito si trasferisce a Los Angeles, dove si sposa con la poi moglie Violette, con la quale ha avuto tre figli.
Ha realizzato la sua prima registrazione professionale negli anni '80, a Los Angeles. 
Henry Azra si è esibito insieme a vari cantanti mediorientali e maghrebini, tra i quali Haim Louk, Samy Elmaghribi, Ragheb Alama, George Wassouf, Wadih El Safi, Sabah, Sayed Mekawy.